# 徳島県庁舎
徳島県庁舎（とくしまけんちょうしゃ）は徳島県徳島市万代町一丁目にある広域自治体たる徳島県の役所（県庁）の本庁舎。

## 概要
庁舎のすぐ北側に新町川が流れている。ケンチョピアと名づけられたヨットハーバーがある。
2016年3月には、県庁の敷地内に、次世代エネルギーとして注目される水素の普及啓発拠点として、四国で初めての水素ステーションが開設された。

## 沿革
- 1871年 - 徳島県を設置。同年、徳島県を名東県と改称。12月、元家老の賀島屋敷に県庁が置かれた[2]。昭和初めまで県庁として使用された。（幸町を参照）
  - 1873年 - 香川県を廃止し名東県に編入。 1875年 - 讃岐国を分離し香川県を再設置。
- 1876年 - 名東県が廃止され、阿波国を高知県に、淡路国を兵庫県にそれぞれ編入。
- 1880年 - 高知県から阿波国を分離し徳島県を再設置。
- 1930年 - 新庁舎が完成[3]。総工費116万7,680円。所在は富田浦町字東富田20-1（現在の万代町1-1）[4]。
- 1945年10月 - 県庁2階が接収され、徳島軍政部が置かれる（1947年3月、教育会館へ移る）[5]。
- 1986年 - 11階建の新庁舎が竣工。

## 本庁舎内の組織
- 危機管理部
- 政策創造部
- 経営戦略部
- 県民環境部
- 保健福祉部
- 商工労働部
- 農林水産部
- 県土整備部
- 監察局
- 南部総合県民局
- 西部総合県民局
- 出納局
- 企業局
- 病院局
- 教育委員会
- 選挙管理委員会事務局
- 人事委員会事務局
- 監査事務局
- 収用委員会事務局
- 海区漁業調整委員会事務局
- 消費者行政新未来創造オフィス

## 関連組織
- 徳島県議会
- 徳島県公安委員会
- 徳島県警察本部

## 画像

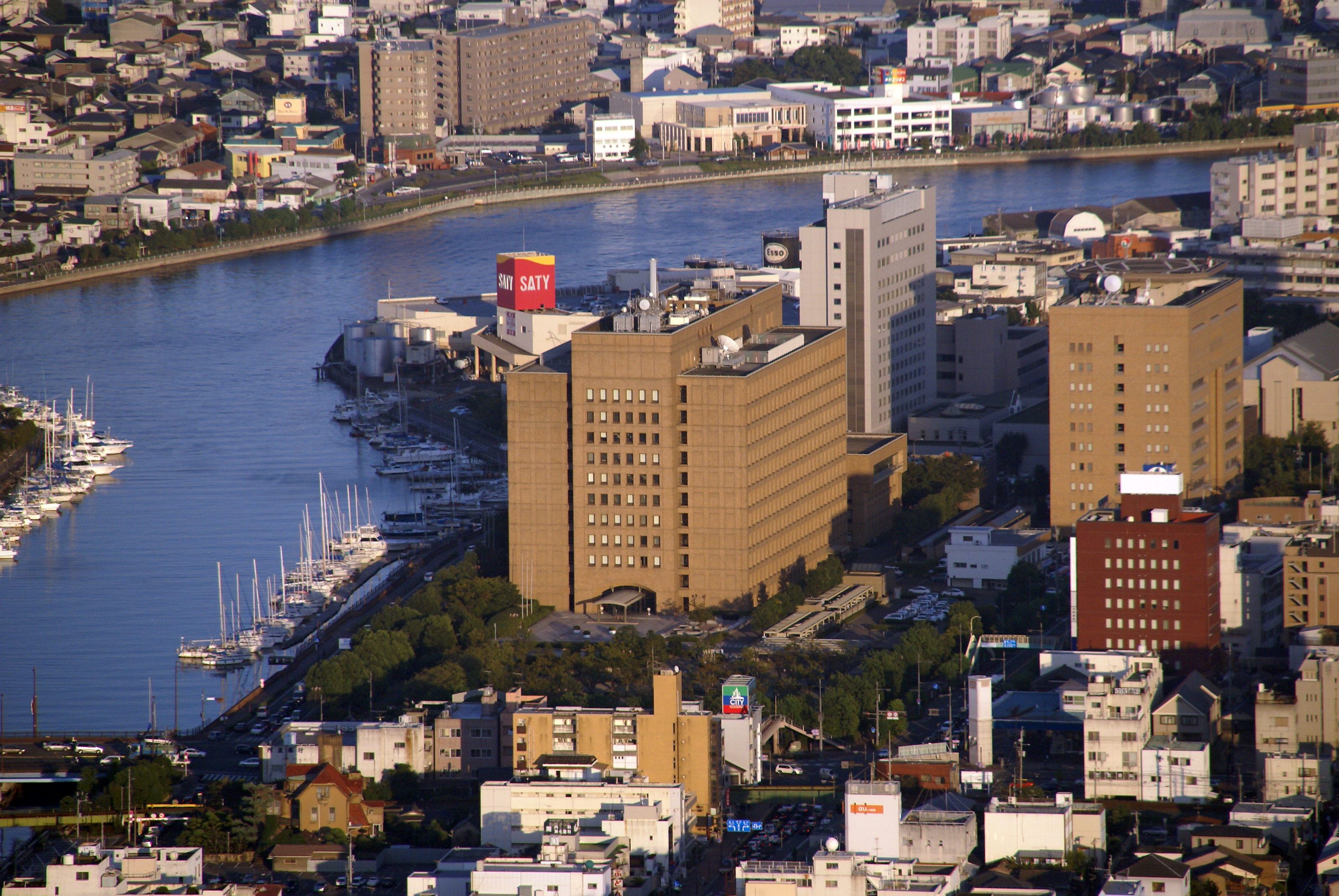
左側の河川は新町川
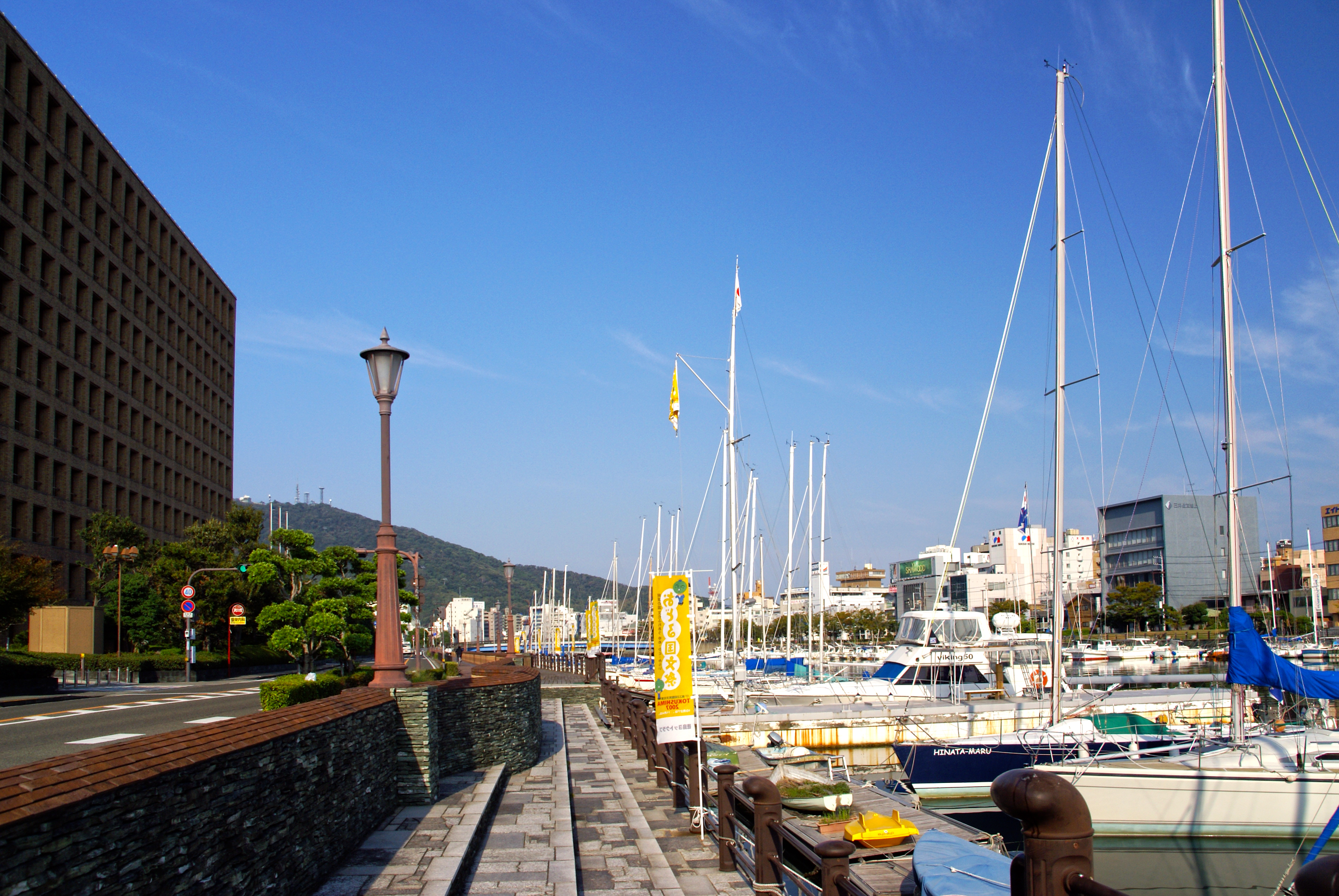
ケンチョピア